# Pedro Pablo Bermúdez
Pedro Pablo Bermúdez Ascarza (Tarma, 27 de junho de 1793 — Lima, 30 de março de 1852) foi um militar e político peruano, presidente de seu país de janeiro a abril de 1834.

Seu governo foi paralelo ao de Luis José de Orbegoso y Moncada, eleito presidente da república. Pablo Bermúdez perdeu a disputa pelo poder e ficou exilado em Costa Rica, onde se casou com Rosalía Escalante Nava, filha de uma família influente no país. 